# Honda NSR125
Honda NSR125 är en 2-takts, 125 cc) (lättvikt (se Motorcykel för förklaring) sportmotorcykel som tillverkades 1988–2001. Den högvarvande (röd zon påbörjas vid 11 000 rpm), 2-takts encylindriga motorn producerar runt 30 hästkrafter vid veven. Namnet är taget från NSR 500 GP motorcykeln som var en stor framgång på racingbanan.

## Historia och utveckling
Fastän NSR125 är mestadels tillverkad i Japan, med motordelar och andra nyckelelement av drivandet av en motorcykel producerades i Japan, så blev modellen monterad i Italien och levererad till dess huvudsakliga Europeiska marknad.
Det fanns två modeller av motorcykeln; den tidigare modellen (mer precist, en NS125R) med en "fyrkantig" strålkastare, producerades mellan 1989 och 1993 och den senare modellen med "kattögon" (namngiven på grund av dess strålkastare som liknade räv/kattögon) producerades mellan 1993 och 2001. Medan drastiska ändringar gjordes på motorcykelns utförande var väldigt få mekaniska ändringar gjorda.
Till slut så kom nya striktare regler i EU och började styra bort tvåtaktsmotorcyklar och NSR125 slutades tillverkas år 2001. Modellen ersattes av den effektsvagare och mindre Honda CBR125R som inte är lika aggressivt sportig som föregångaren och försedd med fyrtaktsmotor.
Modellen såldes i Sverige fram till 1993, nyare motorcyklar än 1993 är troligen privatimporterade.

## Modellens regionala skillnader
Det finns stora problem med att ta bort strypningar på vissa modeller av NSR125 och det är först och främst beroende på var motorcykeln var ämnad att säljas. För att ta reda på skillnaden måste du kontrollera ditt chassinummer.

### Italien
Denna modell har chassinummer ZDCJC22A******
Detta är en ostrypt motorcykel och har inga restriktioner.

### Storbritannien
Denna modell har chassinummer ZDCJC22C******
Restriktionerna på denna motorcykel var belagda på avgassystemet som måste borras och fyllas samt en metallbricka i insugningen som måste tas ut.
När dessa båda saker har åtgärdas måste du uppgradera förgasaren från en 135 öppning, 65 kraft, 42 tomgång till en 138 öppning och resten kan du låta det vara som det är.

### Frankrike,Tyskland
Denna modell har chassinummer ZDCJC22B******
Denna är mycket tungt strypt i både avgassystemet, insugningen samt även elektriska restriktioner. Avgassystemets strypning är runt 8 tum och kräver att den skärs upp, tas bort och svetsas samman igen. En enkel lösning är att köpa ett ostrypt- eller ett racing-avgasrör.
Insugningsstrypning är samma som i de andra fallen.
Elektriska strypningarna är i CDI-tändningen och konner med en CI639 och TV-124. För att åtgärda detta behöver man få tag på en ostrypt motorcykels delar CI626 och TV-78 från Storbritannien eller Italien.
När dessa saker har åtgärdas måste man uppgradera förgasaren från en 132 öppning, 60 kraft, 40 tomgång till en 138 öppning, 65 kraft och 42 tomgång.

### Schweiz
Denna modell har chassinummer ZDCJC22E******
Denna modell är full med restriktioner och det är nästan omöjligt att ta bort dessa och kan inte ens varva över 7500 rpm.

## Specifikationer
Specifikationer för Honda NSR125 som är påstådda eller uppmätta av tillverkaren.
Motor och växellåda
- Volym/Storlek: 124,8 cc
- Motortyp: Encylindrig
- Takt: 2
- Vridmoment: 1,98 kpm/9000 rpm (ostrypt)
- Effekt: 31 hk/10250 rpm (ostrypt)
- Borrning x slaglängd: 54,0 x 54,5 mm
- Växellåda: 6-växlad
- Drev: Kedja
- Tankvolym: 13 liter (inkl res.)
Fysiska mätningar
- Bruttovikt: 132,0 kg
- Säteshöjd: 800 mm
- Total längd: 2,075 mm
- Total bredd: 670 mm
Chassi och dimensioner
- Chassi: Helgjuten aluminiumram
- Framhjulets dimensioner: 100/80-17
- Bakhjulets dimensioner: 130/70-17
- Frambroms: En skiva med 2 pot Grimeca callipers
- Bakbroms: En skiva med 2 pot Grimeca callipers
Hastighet och acceleration
- 0-100 km/h (sekunder): ostrypt - 6.0; strypt - 9.0
- Topphastighet (km/h): ostrypt - 170; strypt - 130
- Kraft/vikt förhållande: 0.1136 hk/kg